# I Hear Black
I Hear Black es el sexto álbum de estudio de la banda estadounidense de thrash metal Overkill, publicado el 9 de marzo de 1993 por Atlantic Records. Fue el primer álbum de la banda con el baterista Tim Mallare.

## Lista de canciones
Todas las canciones escritas por Bobby Ellsworth y D. D. Verni excepto donde se indica.
| N.º | Título                    | Escritor(es)              | Duración |  |
| 1.  | «Dreaming in Columbian»   | Ellsworth/Verni/Gant      | 4:00     |  |
| 2.  | «I Hear Black»            |                           | 5:37     |  |
| 3.  | «World of Hurt»           |                           | 5:19     |  |
| 4.  | «Feed My Head»            |                           | 5:36     |  |
| 5.  | «Shades of Grey»          |                           | 5:19     |  |
| 6.  | «Spiritual Void»          |                           | 5:13     |  |
| 7.  | «Ghost Dance»             |                           | 1:46     |  |
| 8.  | «Weight of the World»     |                           | 4:07     |  |
| 9.  | «Ignorance and Innocence» |                           | 5:00     |  |
| 10. | «Undying»                 |                           | 5:25     |  |
| 11. | «Just Like You»           | Ellsworth/Verni/Cannavino | 4:13     |  |

## Créditos
- Bobby Ellsworth – Voz
- D. D. Verni – Bajo
- Merritt Gant – Guitarra
- Rob Cannavino – Guitarra
- Tim Mallare – Batería